# Адылов, Сабир Рахимович
Сабир Рахимович Адылов (узб. Sobir Rahimovich Odilov; 1 марта 1932, Ташкент — 18 июля 2002, Ташкент) — узбекский, советский архитектор. Народный архитектор СССР (1981), Главный архитектор Ташкента (1970—1986). Лауреат Государственной премии СССР (1975).

## Биография
После окончания в 1955 году архитектурного факультета Средне-Азиатского политехнического института (САПИ) в Ташкенте (ныне Ташкентский государственный технический университет), работал главным архитектором Алмалыка (1955—1961) и Ташкентской области Узбекистана (1962—1966), затем — главный архитектор Ташкента (1970—1984, 1990—1991).
Заместитель председателя Комитета по строительству Узбекской ССР (1975—1985, 1990—1991). Заведующий отделом (1986), директор (1989) Узбекского научно-исследовательского и проектного института реставрации памятников культуры. 
Автор и соавтор проектов застройки центра Ташкента, Андижана, Джизака (1970, 1980), более 80 проектов пространственно-жилой застройки и памятников в Узбекистане, в частности:
- здание Дворца дружбы народов имени В. И. Ленина (1977)
- здание Верховного Совета Узбекской ССР (1979),
- архитектурной части памятника В. И. Ленину на центральной площади Ташкента(1974), Ю. А. Гагарину (1979) и других в Ташкенте.

Был руководителем авторских коллективов архитекторов всех станций Ташкентского метрополитена.
Внёс большой вклад в разработку архитектурного и монументального искусства, решение сложных градостроительных задач Узбекистана.
Умер 18 июля 2002 года в Ташкенте.

## Награды и звания
- Заслуженный строитель Узбекской ССР (1967)
- Народный архитектор СССР (1981)
- Государственная премия СССР (1975) — за архитектурно-планировочное решение центра Ташкента
- Орден Дружбы народов